# Chlorek talu(I)
Chlorek talu(I), TlCl – nieorganiczny związek chemiczny, połączenie chloru i talu na I stopniu utlenienia.

## Właściwości
W temperaturze pokojowej jest białym, krystalicznym proszkiem, słabo rozpuszczalnym w wodzie. Topi się w temperaturze 430 °C, wrze w 720 °C. Jest trujący, w przypadku człowieka zanotowano zatrucie śmiertelne po przyjęciu dawki 8 mg/kg m.c.

## Zastosowanie
Jest stosowany w monitorach lamp do opalania oraz jako katalizator.